# Santo Antônio de Pádua (kommun)
Santo Antônio de Pádua är en kommun i Brasilien.   Den ligger i delstaten Rio de Janeiro, i den sydöstra delen av landet, 900 km sydost om huvudstaden Brasília. Antalet invånare är 40 569. Arean är 612 kvadratkilometer.
Terrängen i Santo Antônio de Pádua är huvudsakligen kuperad, men åt nordväst är den platt.
Följande samhällen finns i Santo Antônio de Pádua:
- Santo Antônio de Pádua

Omgivningarna runt Santo Antônio de Pádua är huvudsakligen savann. Runt Santo Antônio de Pádua är det ganska tätbefolkat, med 100 invånare per kvadratkilometer.